# Makso Šnuderl
Makso Šnuderl, slovenski pravnik, pesnik, pisatelj, dramatik in politik, * 13. oktober 1895, Rimske Toplice, † 23. junij 1979, Ljubljana.

## Življenjepis
Rodil se je očetu ekonomu Alojzu in materi Ceciliji (rojena Pinter). Po študiju prava v Gradcu in na zagrebški Pravni fakulteti je bil leta 1921 promoviran za doktorja prava. Sodniško službo je opravljal v Mariboru in se vključil v liberalno politično in kulturno življenje. Bil je predsednik Umetniškega kluba v Mariboru in mariborski odvetnik.
Ob okupaciji 1941 se je preselil v Ljubljano in se vključil v NOB. Od julija 1941 je v Vrhovnem plenumu OF zastopal skupino idejno različnih štajerskih beguncev, jeseni 1943 je odšel na osvobojeno ozemlje.
Udeležil se je Zbora odposlancev slovenskega naroda v Kočevju in 2. zasedanja Avnoja. V partizanih je napredoval v čin podpolkovnika. Po vojni je bil poslanec Začasne in Zvezne skupščine Jugoslavije. Med letoma 1947 in 1969 je bil profesor za ustavno pravo SFRJ na Pravni fakulteti. Vmes je bil tudi dekan iste fakultete (1953/54) in rektor Univerze v Ljubljani (1961–64), ki mu je 1975 podelila častni doktorat. Leta 1956 je postal redni član Slovenske akademije znanosti in umetnosti, leta 1961 pa dopisni član Jugoslovanske akademije znanosti in umetnosti.

## Literarno delo
Šnuderl je poleg strokovnih knjig s področja prava pisal tudi leposlovna dela. V mladosti je pesmi objavljal v dijaškem listu Beseda, Zrnju in Mariborskem klopotcu,  v Ljubljanskem zvonu novele in prevajal. V njegovih romanih  prevladuje zgodovinska tematika, npr. o spopadih za severno mejo 1918/1919, pri čemer se naslanja na dokumente o resničnih dogodkih.
V Šnuderlovi prozi se prepletajo prvine realizma, naturalizma in ekspresionizma. Prav tako v drami Pravljica o rajski ptici (uprizorjena 1930), ki simbolno prikazuje družinsko dramo, a preveč z raznorodno motiviko, in v treh enodejankah z epilogom Lopovščine (1937/1938).

### Dramatika
Pravljica o rajski ptici je drama, ki jo je napisal leta 1930. Zaradi simbolističnega vpletanja pravljice v zgodbo in nasprotja dveh časov, čustvovanja in govora polnega krikov ima ekspresionistični značaj. Zgodba se dogaja po prvi svetovni vojni v malomeščanski družini. Breda, ki je bila najprej poročena s Francetom, se je poročila s Tonetom in imela z njim dva otroka, saj je bil njen prvi mož po vojski razglašen za mrtvega. Po sedmih letih se je France vrnil domov in ugotovil, da je izgubil ženo in dom. Čeprav je bil Bredin zakon s Tonetom neveljaven, je France ugotovil, da se je med njegovo odsotnostjo vse spremenilo in mu je tuje. V zgodbo je vzporedno vpletena še ena zgodba, in sicer o mladem menihu, ki je sto let poslušal petje rajske ptice o nebeškem raju in večni lepoti, ko pa je prenehala peti je bil menih star in vse mu je bilo tuje, nerazumljivo in grdo.  
Lopovščine je skupno ime za tri satirične enodejanke z epilogom, ki jih je avtor napisal leta 1937. Vse tri prikazujejo zgodbe v katerih se pojavijo pravna ali stanovska protislovja, ki jih lahko reši le ozir na življenje. Te rešitve se zdijo krivične ali celo lopovščine, človeško pa so povsem opravičljive in nujne. Prva igra je ljubezenska in postavljena v trgovski svet, druga zdravniško etična, tretja pa iz pravniškega poslovanja. V epilogu pisatelj kritiku in režiserju pove, da je vsak od teh ljudi storil prav, pošteno, po svojih mislih in srcu, kakor mu je velel značaj in človeška usodnost in, da so lopovščine "le varljive perspektive, dejanja ljudi, gledana z napačnega mesta." 

### Proza
- Človek iz samote: Novele (1929) (COBISS)
- Od polnoči do polnoči: Novele in povesti (1947) (COBISS)
- Izgubljena zemlja: Roman (1932) (COBISS)
- Osvobojene meje: Roman (1968) (COBISS)

### Strokovna besedila
- Fašistično-domobranski teror nad Slovenci (1944) (COBISS)
- Dokumenti o razvoju ljudske oblasti v Sloveniji (1949) (COBISS)
- Zgodovina ljudske oblasti (1950) (COBISS)
- Vprašanje delegirane zakonodaje v FLRJ in pravni značaj ukaza (1951) (COBISS)
- Naš državljan, njegove pravice in dolžnosti (1961) (COBISS)
- Ustav u svetu i kod nas (1961)
- Ustavno pravo FLRJ I. (1956)
- Ustavno pravo FLRJ II. (1957)